# Aus den Tagen der Königin Luise

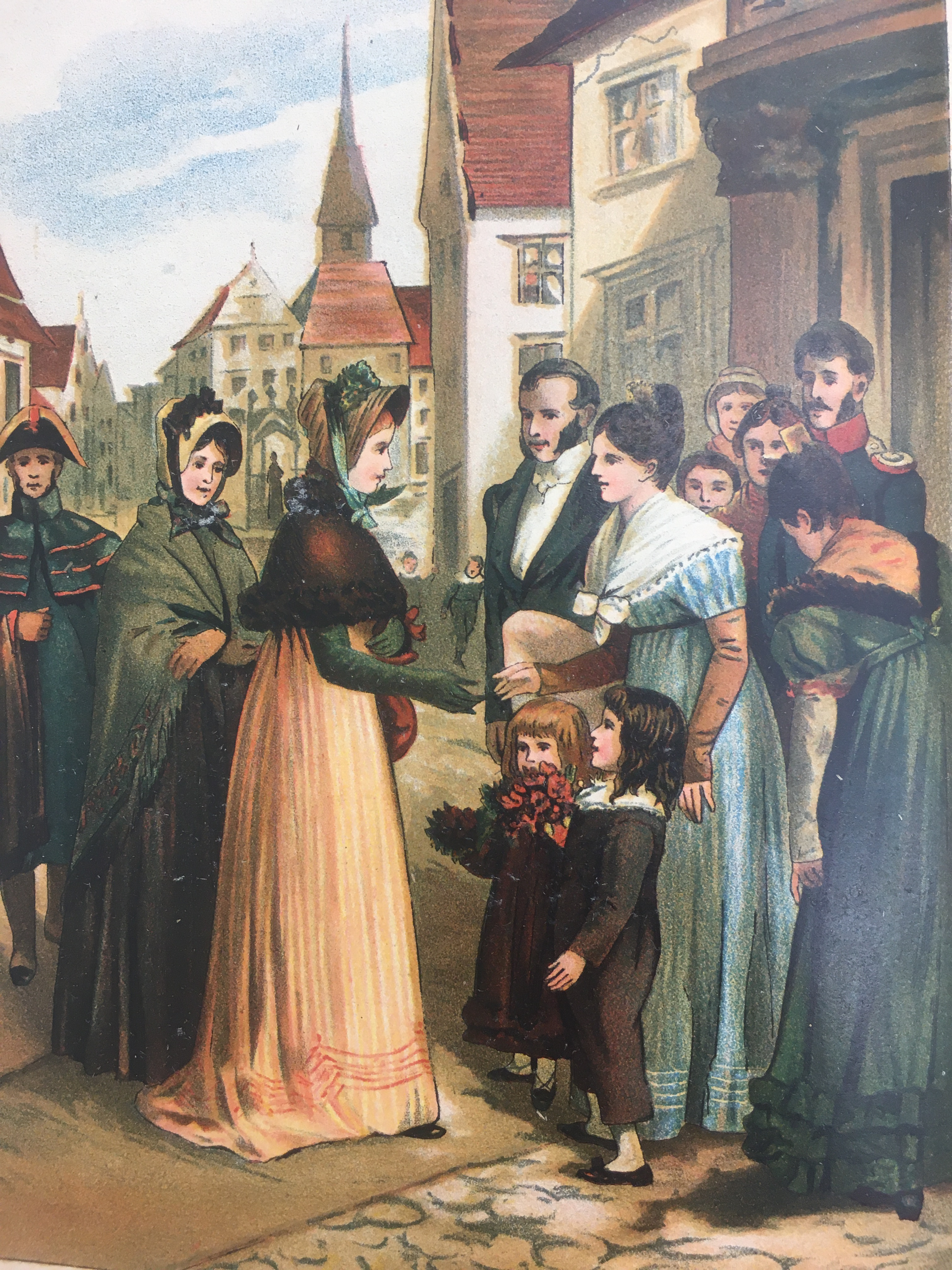
Die Illustration von Marie Koch zeigt den Empfang von Königin Luise durch die Familie des Hofrats in Hohenstein

Aus den Tagen der Königin Luise ist eine historische Erzählung der Schriftstellerin Elisabeth Halden, die in 24 Kapiteln, aufgeteilt auf 222 Seiten die Geschichte zweier Familien erzählt, die durch die Freundschaft der Söhne verbunden sind. Sie erschien erstmals 1893 in Berlin mit Illustrationen von Marie Koch.

## Inhalt
In der Stadt Hohenstein steht neben dem Haus des Hofrates, das Haus eines Tischlermeisters. Durch ein Loch im Gartenzaun kommt es zu einer Begegnung von Walter, dem Sohn des Hofrates und Georg, einer der Söhne des Tischlermeisters. Aus der Begegnung, die mit einer Prügelei endete, entwickelt sich die Freundschaft der beiden. Im Laufe der Geschichte bekommt Walter die Schwester Lottchen und der älteste Sohn der Tischlerfamilie flieht aus der Stadt, um der Strenge des Vaters zu entkommen. Der ausbrechende Krieg macht sich auch in Hohenstein bemerkbar und zeigt die Unterschiede zwischen den Soldaten und den bürgerlichen Familien. Bei der Durchfahrt der Königin Luise durch die Stadt herzt diese Lottchen. Hohenstein wird von den Franzosen besetzt und wird geplündert. Der Hofrat möchte den stadteigenen Silberschatz retten und bekommt unerwartet Hilfe von Karl, dem verloren geglaubten Tischlersohn. Nach der Besatzung wird der Hofrat gewählter Bürgermeister der Stadt und die Freundschaft der Jungen wird immer stärker vom Standesunterschied der beiden bestimmt. Beide werden zusammen im Haus des Hofrats unterrichtet und Georg der ein schneller Lerner ist, schließt das Examen besser ab als Walter. Seine Eltern können jedoch das Geld für den Universitätsbesuch nicht aufbringen. Durch Einsatz des Paten von Georg, dem Tischlergeselle Gottlob und dem Hofrat können dann beide Jungen zur Universität aufbrechen. In der Zwischenzeit ist die Mutter von Walter gestorben und hat Georg das Versprechen abgenommen, dass dieser, da er vernünftiger sei, auf Georg aufpassen solle. Ebenso wird der Tod der Königin Luise erwähnt. An der Universität trifft Walter alte Freunde und zieht sich von Georg zurück. Durch einen missglückten Streich leidet Walter an den Folgen eines starken Unfalls und der Freund überwindet seinen Ärger und pflegt ihn gesund. Das Leben der beiden Familien ist durch den Kriegszustand von Entbehrung und Not geprägt und auch Walter und Georg sowie andere Tischlersöhne ziehen in den Krieg. Der älteste Sohn Karl fällt, aber nicht ohne sich vorher mit seiner Familie versöhnt zu haben. Die Kriege scheinen vorbei, als die Franzosen erneut in den Krieg ziehen. Die Schlacht kostet Walter fast das Leben und nur durch die Fürsorge seines alten Kindermädchens Schulzen, eine stolze Korporals-Witwe, gelangt er wieder zu Kräften. Nun wird der Frieden durch den 2. Pariser Frieden geregelt und das Buch endet mit einem Ausblick, wie es 10 Jahre später um beide Familien steht. Georg, mittlerweile Bürgermeister hat Lottchen geheiratet und ist in das Haus des Hofrats eingezogen, der mit Walter meist auf einem Landsitz verweilt. Das Haus der Tischlers ist renoviert und vergrößert und beherbergt die Werkstatt und die zahlreichen Nachkommen der Familie.

## Historische Bezüge
Die Erzählung spielt in der Stadt Hohenstein, die nicht weiter verortet ist. Zeitlich lässt sich jedoch ein Rahmen für die Erzählung schaffen, da die Autorin immer wieder historische Bezüge zu Ereignissen der preußischen Geschichte herstellt. Im sechsten Kapitel kommt Königin Luise in der Stadt Hohenstein vorbei. Es lässt sich davon ausgehen, dass es sich hierbei um Luise von Mecklenburg-Strelitz handelt, die unter dem Namen Königin Luise bekannt ist. Ebenso erwähnt wird in diesem Kapitel der Tod von Louis Ferdinand von Preußen. Diese beiden Indizien sprechen dafür, dass die Autorin sich auf das Jahr 1806 bezieht. Ein weiterer Hinweis findet sich durch das erneute Auftreten des Tischlerssohns Karl Karl, der sich als bayrischer Soldat in der Situation sieht, gegen sein Vaterland zu kämpfen, da Bayern Teil der Militärallianz Rheinbund war, die ebenfalls 1806 gebildet wurde. Im Verlauf der Geschichte wird der Tod der Königin Luise angegeben. Sie starb 1810. Dies geschieht, kurz bevor die beiden Freunde Walter und Georg Examen machen. Geht man davon aus, dass die beiden bei der Prüfung 17, oder 18 Jahre alt waren, lässt sich der Beginn der Erzählung auf ungefähr 1793/1794 schätzen. Weitergehend wird von Napoleon im Exil auf Elba gesprochen und der zweite Pariser Frieden wird erwähnt, sodass sich das Ende der Erzählung, mit Ausnahme des letztens Ausblicks, auf das Jahr 1815 datieren lässt.

## Literarische Einordnung
Haldens literarisches Repertoire war mit circa fünfzig Büchern generell groß und die Bücher, die sie geschrieben hat, wurden oft neu aufgelegt. In der Kinder- und Jugendbuchforschung wurde ihr Werk jedoch der Backfischliteratur zugeschrieben. Als Autorin historischer Romane wird sie kaum wahrgenommen. Dies ist der zeitgenössischen Rezeption von Autorinnen generell geschuldet, da der Pädagoge Heinrich Wolgast und der Literaturwissenschaftler Herman Leopold Köstler weibliche Schriftstellerinnen nur als Autorinnen der Backfischliteratur beschreiben. Obwohl der Roman Aspekte der Backfischliteratur aufweist, ist er auch ein historischer Roman. Ein Werk der Backfischliteratur beschreibt das Heranwachsen junger Frauen und ihr Einfügen in die Gesellschaft. Die Schwester der Hauptfigur Walter, also die Tochter des Hofrats, erfüllt diese Funktion. Im Roman wird die Adoleszenz von Lottchen beschrieben, die mit einer Heirat endet: „Das stolze Hofratshaus wurde von ihm und seinem jungen Weibe bewohnt; zwei KInder vermehrten das Glück der Eltern; Lottchen hatte ihm das Haus als Mitgift zugebracht“. Für eine Einordnung in den Bereich des historischen Romans spricht das Erwähnen historischer Persönlichkeiten und Ereignissen. So spricht zum Beispiel die Frau des Hofrats im ersten Kapitel von der Enthauptung Marie Antoinettes: „Obwohl es nun schon ein halbes Jahr her ist, seit sie das Schaffot bestieg, kommt mir ihr Tod doch keinen Tag aus dem Gedächtnis. Wer weiß, ob wir nicht bald dasselbe von Madam Elisabeth, ihrer Schwägerin hören.“ Dies erlaubt es den Lesenden anhand historischer Vorkommnisse einen Zeitrahmen für den Roman zu setzen. Historische Romane haben oft den Zweck das Nationalgefühl zu fördern und Identifikationsfiguren zu erschaffen. Im Fall des vorgestellten Romans lässt sich über den Zweck der Erzählung nur spekulieren.